# Agatil d'Arcàdia
Agatil d'Arcàdia (en llatí Agathyllus, en grec antic Ἀγάθυλλος "Agáthyllos") fou un poeta elegíac grec, que menciona Dionís d'Halicarnàs en referència a la història d'Enees i la fundació de Roma. Dionís en van conservar alguns dels seus versos.